# Александровская (Свердловская область)
Александровская — деревня в Таборинском районе Свердловской области России.

## География
Деревня Александровская муниципального образования «Таборинского муниципального района» расположена на правом берегу реки Волчимья (левый приток Тавды) в 48 километрах к северу от районного центра села Таборы и в 337 километров к северо-востоку от Екатеринбурга. Входит в состав муниципального образования Унже-Павинское сельское поселение. Деревня состоит из одной улицы — улица Таёжная. Климат континентальный с холодной зимой и тёплым летом.

## Население
| 2002 | 2010 |
| ---- | ---- |
| 1    | ↘0   |